# El hombre, la hembra y el hambre
El hombre, la hembra y el hambre é um romance da escritora Cubana Daína Chaviano, com o qual a autora ganhou o Prêmio Azorín de Romance en 1998. Publicada pela editora Planeta no mesmo ano, é a primeira obra literária de alcance universal que retrata o mundo das «jineteras» (prostitutas) surgidas na ilha durante os anos 80. Depois da publicação surgiram outras sobre o assunto, mas nenhuma com o impacto da obra de Chaviano.
A trama narra a vida de vários jovens que abandonaram suas profissões universitárias para exercer serviços de menos categoria para permitir-lhes sobreviver numa sociedade onde houvera uma inversão de valores sociais e morais, em função do desastre econômico ocorrido sob governo de Fidel Castro.
Apesar do cenário sócio-político, a obra se desenvolve num ambiente quase gótico, muito distante do caráter panfletário das obras posteriores de outros atores sobre o tema. A protagonista, Cláudia, é uma jovem graduada em História da Arte, cuja situação econômica a levou à prostituição. Ela é capaz de ter visões de outras épocas e de se comunicar com três espíritos que lhe vêm à presença em certos momentos da sua vida para adverti-la, ameaça-la ou dar conselhos sobre sua conduta. Cada uma destas três entidades representa o legado das etnias que forma a nação Cubana. Aí se apresenta uma significativa reflexão sobre a psicologia social do país e também sobre a persistente espiritualidade do ser humano.
A ênfase ao componente mágico-espiritual, uma prosa extremamente poética, a cuidadosa estrutura e a profunda análise psicológica e social da vida cubana dos anos 90, fizeram do romance uma obra fundamental da literatura cubana contemporânea. El hombre, la hembra y el hambre é um livro incluído nos programas de estudos e é objeto de numerosas teses de doutorado em dezenas universidades dos Estados Unidos e em outros países da Europa e das Américas.